# 츠루마키 카즈야
츠루마키 카즈야(일본어: 鶴巻和哉, 1966년 2월 2일 ~ )는 애니메이션 감독, 애니메이터이다. 일본 니가타현 고센시 출신.

## 개요
고교 졸업 후, 마사유키(摩砂雪)의 화풍을 동경해 스튜디오 자이언츠에 입사(실제는 엇갈리게 되었다). 다카하시 나오히토(高橋ナオヒト)에게 사사받았다. 스즈키 슌지로부터의 가이낙스 작품 참가를 사장 카도야 테츠오로부터 거절당하면서 동 회사를 그만두고, 가이낙스에 입사했다.
『신비한 바다의 나디아』가 가이낙스 첫 참가작품. 『신세기 에반게리온』의 감독 안노 히데아키로부터 그 소질을 인정받고, 동 작품의 부감독을 마사유키와 함께 담당하고, 그 후 가이낙스의 여러 요직을 맡았다. 2000년에는 첫 감독작품 『프리크리』, 2004년에는 『톱을 노려라2!』의 감독을 맡았다.
『프리크리』에 등장하는 베스파는, 자신의 아끼는 차. 아이돌광, 안경 미소녀광으로도 알려져 있다. 애칭은 맛키(マッキ).
호소다 마모루의 팬이라고 공언하고 있다.

## 참가작품

### TV애니메이션
- 게게게의 키타로 （1985년）원화
- 시티 헌터 （1987년）원화
- 메종일각 （1988년）원화
- F （1988년）원화
- 명문! 제3야구부 （1988년）원화
- 천공전기 슈라토 （1989년）원화
- 신비한 바다의 나디아 （1990년）작화감독·원화
- 구름처럼 바람처럼(雲のように風のように) （1990년）원화
- 미소녀전사 세일러문(美少女戦士セーラームーン) (1992년）원화
- 기동전사 V건담 （1993년, 원화）
- 신세기 에반게리온 （1995년）부감독·그림콘티·연출·작화감독·설정보(設定補)·원화
- 요리왕 비룡 （1997년）원화
- 소녀혁명 우테나(少女革命ウテナ) （1997년）원화
- 검풍전기 베르세르크(剣風伝奇ベルセルク) （1997년）연출
- 아키하바라 전뇌조(アキハバラ電脳組) （1998년）그림콘티
- 그 남자! 그 여자!(彼氏彼女の事情) （1998년）그림콘티·연출·작화감독
- 마호로매틱(まほろまてぃっく) （2001년）그림콘티·오프닝 원화
- 파라파 랩퍼(パラッパラッパー, PaRappa the Rapper) （2002년）OP콘티 연출
- 월면토병기 미나(月面兎兵器ミーナ) (2007년）시리즈 원안·시리즈 감수
- 천원돌파 그렌라간(天元突破グレンラガン) （2007년） 원화·제2원화·그림콘티

### OVA
- 기동경찰 패트레이버 （1988년）원화
- 오타쿠의 비디오 （1991년）원화
- 오! 나의 여신님 （1993년-1994년）원화
- 요세기수호전 -마성강림-(妖世紀水滸伝 -魔星降臨- （1993년）원화·작화협력
- 마크로스 플러스（1994년）작화감독보좌
- SM걸즈　세이버 마리오네트R（1995년）그림콘티・연출
- 청의 6호(青の6号) （1998년）그림콘티・원화
- 프리크리 （2000년）원안・감독・그림콘티・원화
- 톱을 노려라2! （2004년）원안・감독・그림콘티・연출・원화

### 극장판 애니메이션
- 노인Z （1991년）레이아웃・원화
- 아랑전설 -THE MOTION PICTURE- （1994년）원화
- 신세기 에반게리온 극장판 THE END OF EVANGELION 에어/진심을, 너에게 （1997년）감독・그림콘티・연출・설정 디자인
- 극장판 포켓몬스터 - 세레비 시간을 초월한 만남 （1999년）원화
- 미니모니. THE 무비 오카시나 대모험!(お菓子な大冒険！) （2002년）그림 콘티 ※츠루마키 카즈야명의
- 에반게리온 신극장판(ヱヴァンゲリヲン新劇場版) 시리즈 （2007년-）감독・그림콘티

### 게임
- 와일드 암즈 어드밴스트 서드(WILD ARMS Advanced 3rd) (2002년) OP그림콘티・연출

### 소설
- 닐 스티븐스『스노우 크래쉬』상・하 （2001년 하야카와 문고판）커버 일러스트

## 같이 보기
- 스튜디오 자이언츠
- 가이낙스
- 마사유키(摩砂雪)
- 다카하시 나오히토
- 스즈키 슌지
- 안노 히데아키